# ホンダ・ADV150
ADV150（エーディーブイひゃくごじゅう）は本田技研工業が2019年から製造販売しているアドベンチャータイプで排気量が150ccのスクーターである。

## 概要

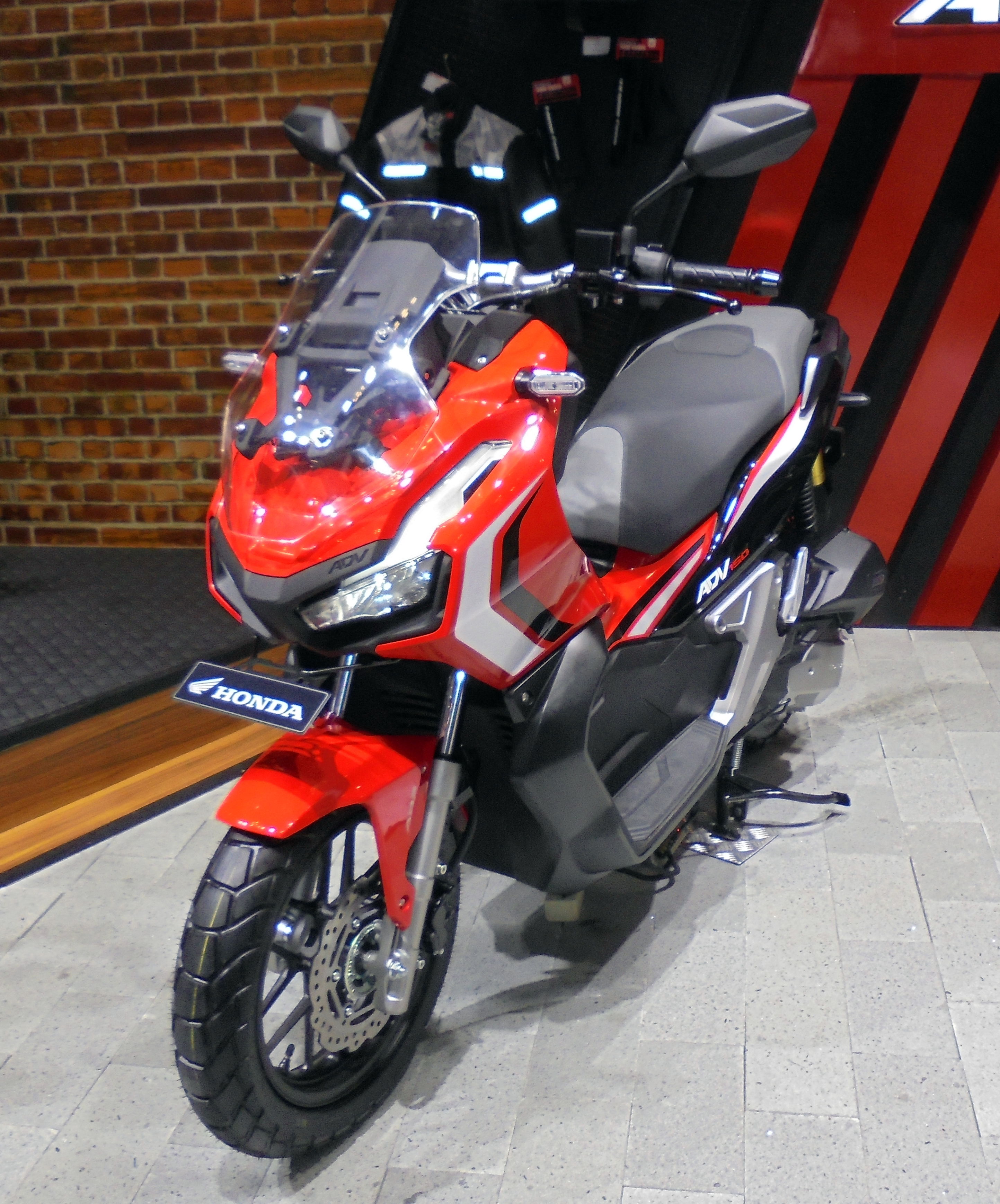
ADV150
インドネシア向け仕様車

2010年代であっても不整地の多いASEANの道路事情も踏まえたコミューターとしてKF30型PCX150をベースに開発されたアドベンチャータイプのスクーターで、2017年に発売された大型自動二輪車X-ADVのシティアドベンチャーコンセプトやデザインを反映させた排気量149ccの普通自動二輪車である。
インドネシアをリードカントリーとして設定し、2019年7月19日に現地法人のピー・ティー・アストラ・ホンダ・モーター（P.T. Astra Honda Motor）が製造する同国向け仕様車をコンビブレーキ仕様33,500,000ルピア・ABS仕様36,500,000ルピアで発売。同年9月21日にはフィリピンで現地法人のホンダ・フィリピン・インコーポレーテッド（Honda Philippines Inc.）が2020年1月より149,000ペソで同国向け仕様車を発売することを発表。さらに同年10月28日にはタイ王国で現地法人のエー・ピー・ホンダ・カンパニー・リミテッド（A.P. Honda Co., Ltd.）が同国向け仕様車を97,900バーツで発売し、以後は東南アジアで派生展開していく予定であることが明かされた。
タイ・ホンダ・マニュファクチュアリング・カンパニー・リミテッド（Thai Honda Manufacturing Co., Ltd.）が製造し、本田技研工業が輸入事業者となる型式名2BK-KF38の日本国内仕様は、同年10月24日 - 11月4日に開催された第46回東京モーターショーに市販予定車として出典。同年12月20日に2020年2月14日に希望小売価格消費税10%込451,000円で発売することが発表された。
2023年1月26日、後継車種のADV160が発売された。

## 車両解説
※本項では日本国内仕様を基にして解説を行う。
限界を超えていく都会の冒険者をキーワードに開発が行われた。
車体はダブルクレードル型フレームにX-ADVのイメージを継承したカウルを装着。サイズは、全長x全幅x全高：1,960x760x1,150（mm）・ホイールベース1,325mm・最低地上高165mm・シート高795mm・車重134㎏・最小回転半径1.9mに設定。シート下には容量27Lのラゲッジスペース、ハンドル下左側には容量2Lのアクセサリーソケット付きインナーボックスのほか、手動スライドロック機構により2段階で71mmの高さ調整を可能にした可変スクリーンを装備する。
サスペンションは前輪が正立テレスコピック、後輪がユニットスイング。ストローク量は前輪130mm・後輪120mmとし、リヤショックアブソーバーは3段レートのスプリングを使用したショーワ製リザーバータンク付とした。またキャスター角は26°30´、トレール量は85mmである。
ブレーキは、前輪240mm・後輪220mmのローター径によるウェーブシングルディスクを装着し、前輪のみ作動する1チャンネルABSを装備する。
タイヤは、専用のブロックパターンチューブレスをIRCが開発。サイズは前輪が110/80-14、後輪が130/70-13である。
搭載されるKF38E型水冷4ストロークSOHC単気筒エンジンは、オフセットシリンダー、ローラーロッカーアームならびにシャフトへシェル型ニードルベアリングを使用、発電制御の知能化など多岐にわたる徹底的な低摩擦化を実施し、さら省燃費性能を向上させたグローバルエンジンeSPであり、内径x行程：57.3x57.9（mm）・排気量149㏄・圧縮比10.6・容量8Lのタンクからの燃料供給はPGM-FI電子制御式燃料噴射装置・フルトランジスタ式バッテリー点火装置・セルフ式始動・アイドリングストップ機構・Vマチック無段変速機などはベースとなったPCX150用KF30E型と共通だが、荒れた路面での扱いやすさという観点で低・中回転域のトルク向上を目的に以下の仕様変更が行われた。
- 吸気管を専用設計としエアクリーナーダクトは口径を28mmから23mmへする一方で長さを135mmから156mmへ延長、またコネクティングチューブも322mmから324mmへ延長[22]。
- マフラーは新設計のハイアップ形状とし、内部パイプ構造ならびにキャタライザー配置を最適化することで、低速の扱いやすさと高速域での伸びを両立[23]。
- 駆動系は低・中回転域におけるスロットル操作にダイレクトに応答する加速特性を得るためウエイトローラーのセッティングならびにドリブンフェイススプリングのインストール荷重を変更[23]。

燃費は国土交通省届出値の60km/h定地燃費は2人乗車で54.5km/L、WMTCモード値（クラス2-1）は1人乗車で44.1Km/Lである。
灯火類は、軽量コンパクト化と省電力化の観点からすべてLED化されており、メーターはスクエア形状の液晶ディスプレイと各種情報を表示する別体インジケーターに集約。またABSモジュレーターが走行している時の急ブレーキを判定し、その情報を受け取ったウインカーリレーがハザードランプを高速点滅させるエマージェンシーストップシグナルやアンサーバック機能付スマートキーを標準装備する。
ETC車載器・グリップヒーターはオプション設定となるが、使用による電力消費量増加を想定して日本国内仕様はACG出力ならびにバッテリー容量を増強する。

## 遍歴
2019年7月19日
インドネシア向け仕様を発売。
2019年9月21日
フィリピン向け仕様を2020年1月に発売することを発表。
2019年10月24日
同日から同年11月4日まで第46回東京モーターショーに日本国内仕様を市販予定車として出典。
2019年10月28日
タイ王国仕様を発売。
2019年12月20日
日本国内仕様を2020年2月14日に販売目標3,000台/年で発売することを発表。
なお、車体色は以下の3種類とされた。
- マットメテオライトブラウンメタリック
- ゲイエティーレッド
- マットガンパウダーブラックメタリック